# Herrenhaus Bülow

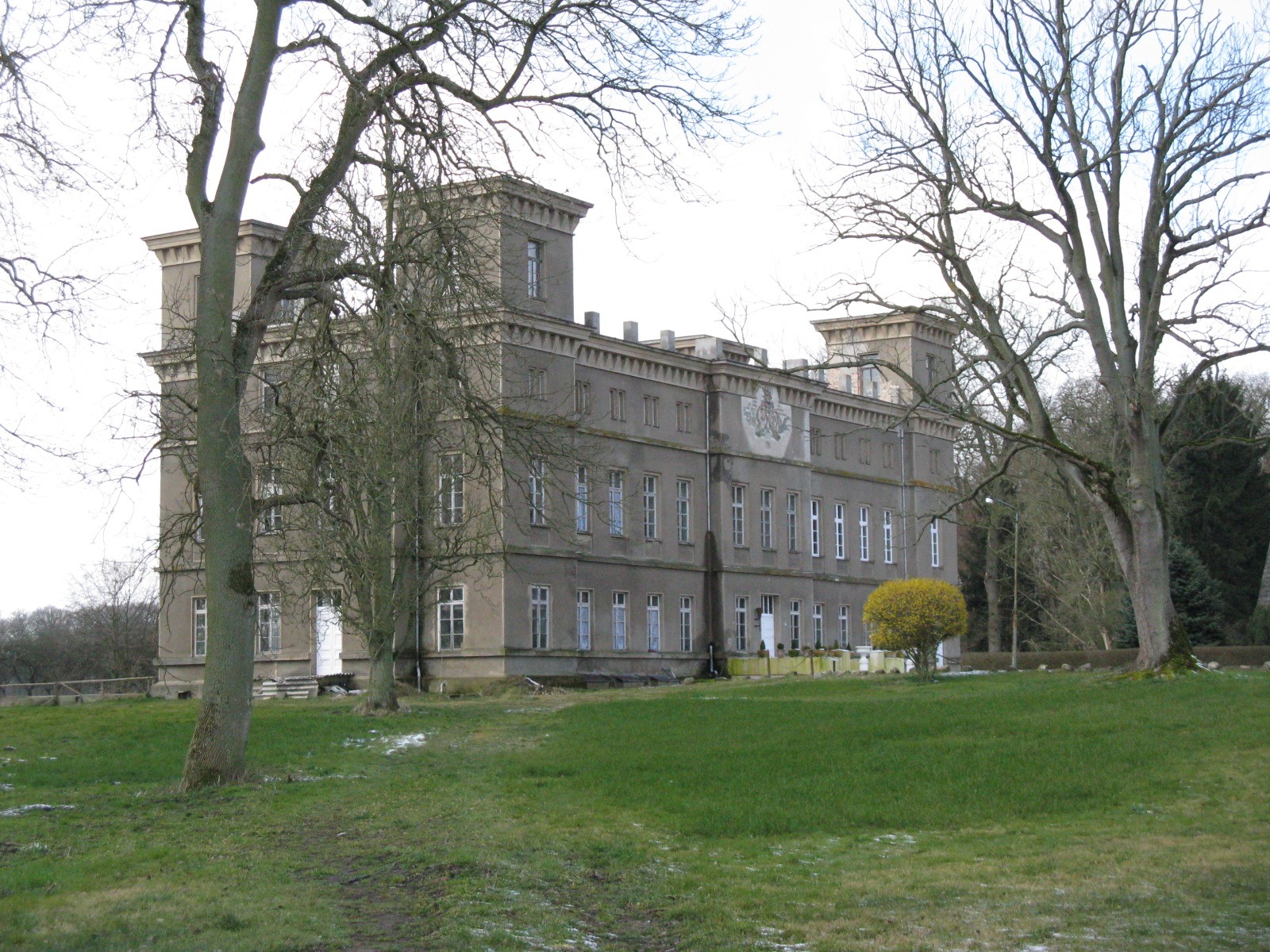
Herrenhaus Bülow in Bülow

Das Herrenhaus Bülow steht in der gleichnamigen Gemeinde im Landkreis Ludwigslust-Parchim in Mecklenburg-Vorpommern.

## Geschichte

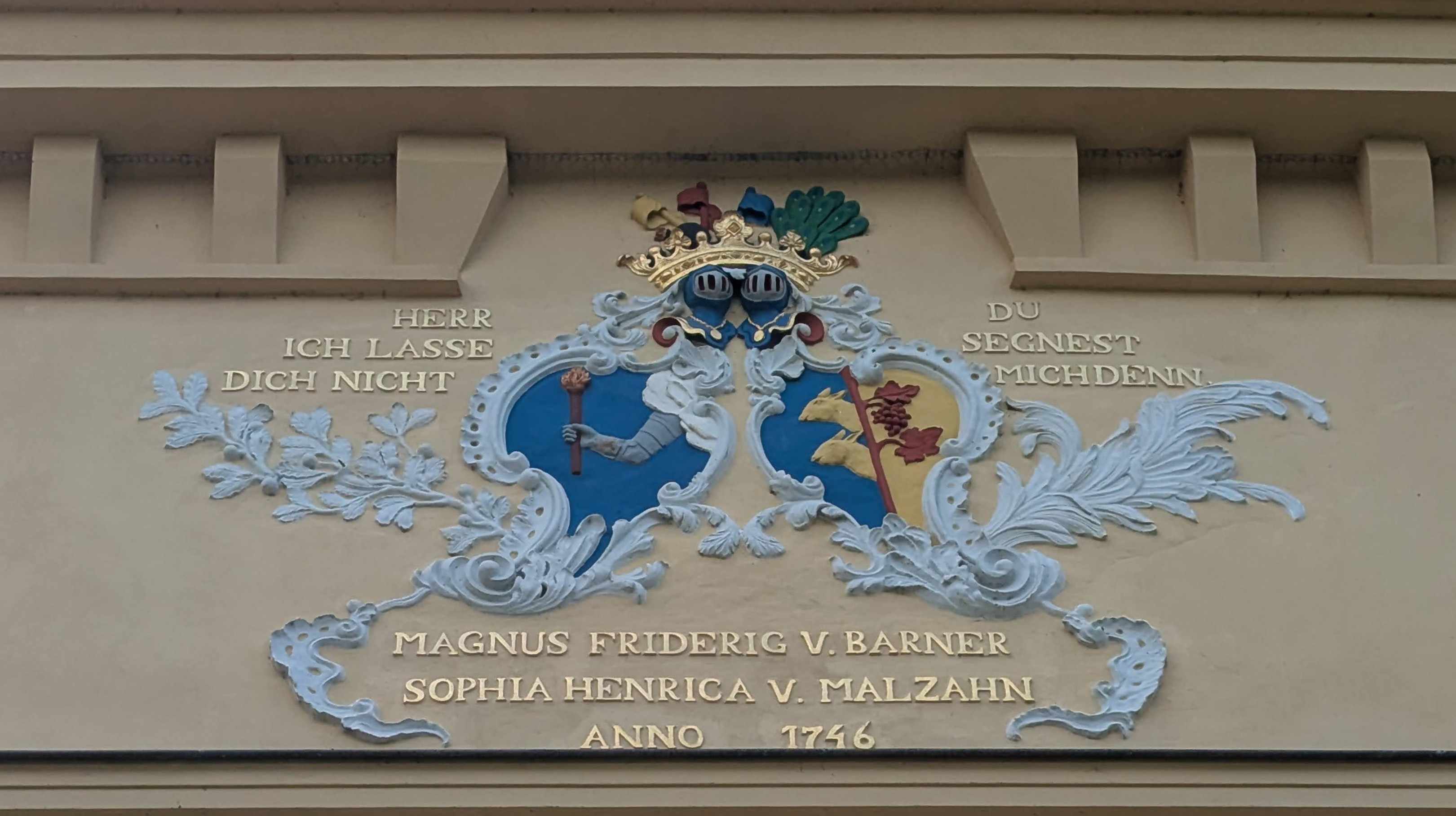
Allianzwappen der Familien Barner und Maltzahn (2025)

Bülow wurde bereits 1262 erstmals urkundlich erwähnt. Seit 1573 ist es durch Kauf und Tausch im Besitz der Familie von Barner. Das repräsentative Herrenhaus ist das Ergebnis mehrerer Bauetappen, von denen möglicherweise die älteste im 16. oder 17. Jahrhundert anzusiedeln ist.  Der preußische Offizier Magnus Friedrich III. von Barner ließ von 1742 bis 1746 ein zweigeschossiges barockes Herrenhaus auf älteren Resten errichten. Aus dieser Zeit stammt das Allianzwappen der Familien von Barner und von Maltzahn, das sich im Giebeldreieck des ursprünglichen Mittelrisalites befindet, der durch den Umbau in das neue Obergeschoss integriert wurde. Der Bauherr war mit Sophia Henriette von Maltzahn verheiratet. Im Obergeschoss hat sich der barocke Festsaal mit Stucco lustro Pilastern und stuckierten Supraporten erhalten, die unter anderem die vier Jahreszeiten symbolisieren.
Im Jahr 1842 ließ Heinrich Franz von Barner, der bis 1836 noch Provisor im Kloster Dobbertin war, einen grundlegenden Umbau vornehmen. Das Gebäude wurde dem Zeitgeschmack entsprechend im Stil der italienischen Neorenaissance um ein Halbgeschoss erhöht und mit vier prägnanten Ecktürmen ausgestattet. Der weitere Umbau in den Jahren 1880 bis 1890 betraf hauptsächlich die Innenbereiche. Die Eingangshalle wurde dagegen mit reich verzierten Eichenholzelementen getäfelt. Alte Inschriften befinden sich als Supraporte über den Türen, wie: Nichts Deutsches sei uns fremd! Über das Leben geht noch die Ehr! Allein bei Gott ist der Friede!
Für Kriegszwecke wurde während des Ersten Weltkrieges das Kupferdach durch ein Pappdach ersetzt. Zwischen 1936 und 1938 erfolgte durch Brüder Magnus Friedrich und Carl Ulrich von Barner die vollständige Renovierung und Instandsetzung aller Innenräume. Die 14 Wohnräume des Schlosses beherbergten zahlreiches historisches Mobiliar und wertvolle Gemälde. Vor dem Eingang standen zwei alte Böller (Kanonen) von 1668 aus dem Großen Türkenkrieg, die Kaiser Leopold I. seinem Generalfeldzeugmeister Christoph von Barner zum Geschenk gemacht hatte. Die Familie von Barner nutzte das Schloss nur noch zu besonderen Anlässen, ihr Wohnsitz war das Gut in Klein Trebbow.

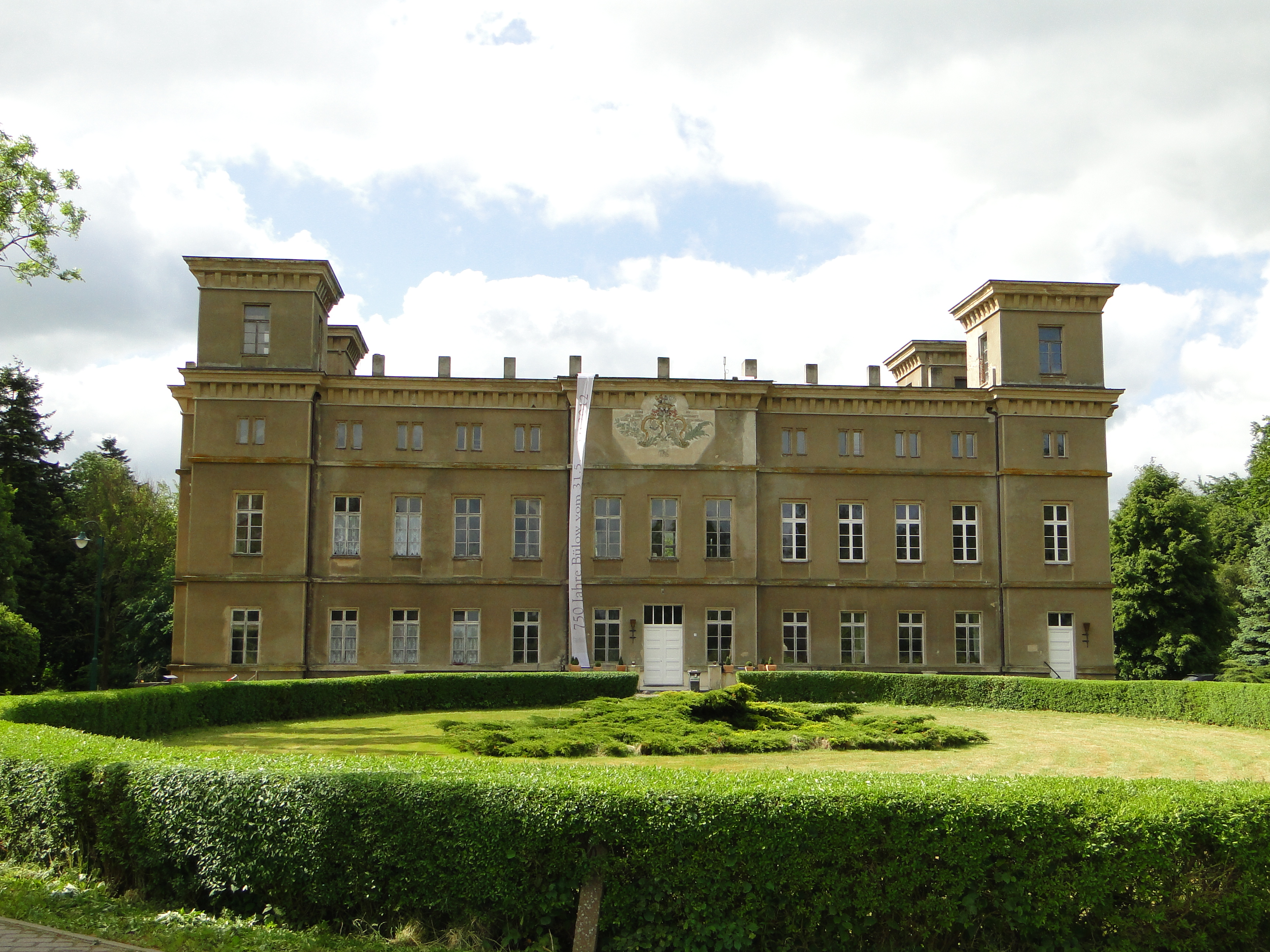
Frontansicht 2012

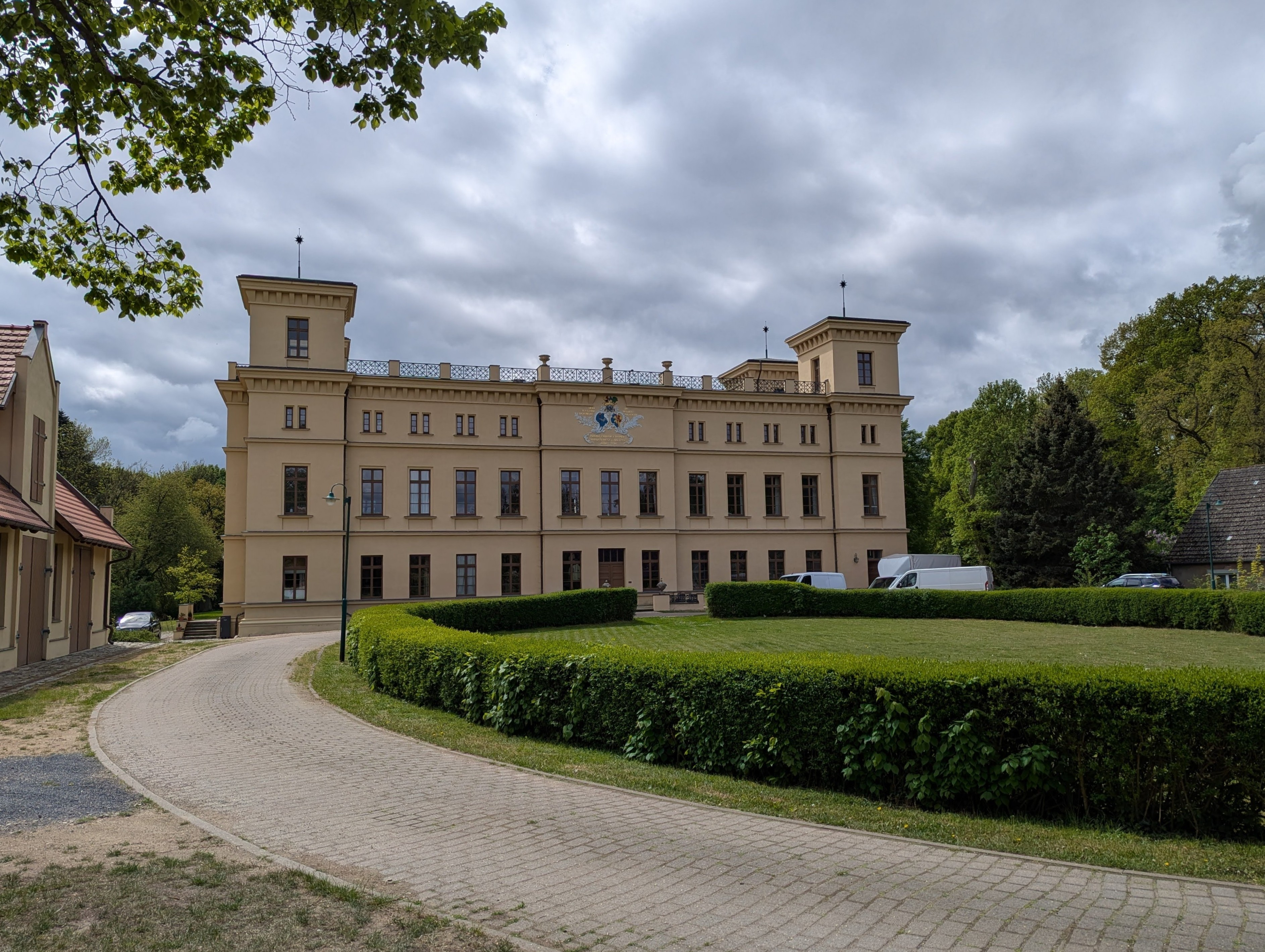
Frontansicht 2025

Bis 1945 waren neben den Gütern Klein Trebbow und Barner Stück noch das Gut Bülow im Besitz von Carl Ulrich von Barner. Nach der Besetzung durch die Truppen der Sowjetarmee diente das Schloss bis August 1945 als deren Unterkunft. Das Mobiliar und die Einrichtung wurden schwer beschädigt, vernichtet und abtransportiert. Danach wohnten Flüchtlinge im Herrenhaus. Während der Bodenreform in der Sowjetischen Besatzungszone wurde das Gut aufgesiedelt und der größte Teil der Hofgebäude abgerissen. Das Schloss wurde Zentrum des Dorfes und beherbergte zeitweise Wohnungen, die Konsum-Verkaufsstelle, den Kindergarten, eine Küche, das Gemeindebüro und ein Zimmer für die Arztsprechstunde. Der Festsaal im Obergeschoss war nun Kulturraum und bekam 1968 einen neuen Parkettfußboden und eine Bühne. Mit der teilweisen Sanierung des Gebäudes erhielt es nach 1971 auch neue Fenster. 1990 ging das ehemalige Schloss in Besitz der Gemeinde Bülow über. Nach langem Leerstand wurde es im Jahr 2004 veräußert, leider verschlechterte sich der Zustand danach noch weiter. Inzwischen hat ein neuer Eigentümer mit der denkmalgerechten Instandsetzung des Herrenhauses begonnen.

## Sonstiges
Der Gutspark wurde ursprünglich nach französischem Muster als Barockgarten angelegt und Ende des 18. Jahrhunderts in einen englischen Landschaftspark umgestaltet und später weiter aufgesiedelt. Nach dem Zweiten Weltkrieg wurden viele Bäume als Brennholz verwendet und dabei auch die im Park befindliche Familiengruft zerstört. Vor dem Herrenhaus befindet sich ein kleiner Teich. Außer dem Herrenhaus sind von der Gutsanlage mehrere denkmalgeschützte Ställe erhalten geblieben.

## Gedruckte Quellen
- Mecklenburgisches Urkundenbuch (MUB)